# Університет Кісангані
0°30′50″ пн. ш. 25°10′35″ сх. д. / 0.51383333333333° пн. ш. 25.176277777778° сх. д.
Університет Кісангані (University of Kisangani, UNIKIS) — вищий навчальний заклад в місті Кісангані в Демократичній Республіці Конго.

## Історія
Університет Кісангані був заснований в 1963 році радою протестантів Конго, коаліцією протестантських церков, що діяла в Конго. Первісна назва Вільний університет Конго (фр. Université libre du Congo, ULC). Починався з 50 студентів та шести штатних викладачів.
Перші критики звинуватили засновників, невелику групу американських протестантських місіонерів, у спробі створити противагу впливу бельгійської та католицької церкви в новій країні. Університет отримував певне фінансування від різних протестантських груп, але новий уряд Конго та уряди Західної Німеччини та Нідерландів також внесли свій внесок.
У 1971 році приєднаний до Національного університету Заїру. У 1981 році відокремлений від Національного університету, разом з Університетом Кіншаси та Університетом Лубумбаші.

## Факультети
Університет має вісім факультетів:
- Факультет мистецтв та гуманітарних наук
- Юридичний факультет
- Факультет економіки та менеджменту
- Факультет соціальних наук, політики та адміністративний
- Факультет наук
- Факультет психології та педагогічних наук
- Факультет медицини та фармації